# Баш-Лайски
Баш-Лайски (азерб. Baş Layısqı) — село в Шекинском районе Азербайджана у южных предгорий Кавказских гор, на берегу реки Шинчай. Расположено в 35 км к северо-западу от города Шеки и в 9 км от шоссе Шеки-Загатала.

## История
Первоначально местность именовалась Лаисга. Приставка Баш означает главное или верхнее.  
В своде статистических данных о населении Закавказского края, извлечённых из посемейных списков 1886 г. указывалось село Баш-Лаиски Елизаветпольской губернии Нухинского уезда. Население численностью 1240 человек обозначалось азербайджанцами (по источнику «татары»), по религии мусульмане-сунниты.
Село упоминается в Кавказском календаре 1915 года, как «татарское» (азербайджанское) село Башъ-Лаиски Нухинского уезда, Елизаветпольской губернии с населением 1077 тыс. человек.

## Население
В селе проживают преимущественно азербайджанцы. 
Согласно результатам Азербайджанской сельскохозяйственной переписи 1921 году Баш-Лайски Нухинского уезда Азербайджанской ССР населяли 1184 человека. Преобладающая национальность — тюрки-азербайджанцы, а население состояло из 662 мужчин и 562 женщин. 
Одна из махалля (квартал) села Баш-Лайски именуется «Мугал» (локальное название азербайджанцев Шеки-Закатальской зоны).
По данным на 1976 год в селе проживало 2449 человек.
По численности населения за 2009 год — 5772 человека, село находится на пятом месте в районе.

## Достопримечательности
Могила-зиярятгах похороненного в селе шейха Нуруллаха Эфенди является святыней и местом паломничества.